# Juvancourt
Juvancourt – miejscowość i gmina we Francji, w regionie Grand Est, w departamencie Aube.
Według danych na rok 1990 gminę zamieszkiwało 165 osób, a gęstość zaludnienia wynosiła 20 osób/km².